# Joseph d’Esparbès de Lussan
Joseph d'Esparbès de Lussan (né vers 1580, mort à Toulouse le 5 décembre 1625) est un ecclésiastique qui fut évêque de Pamiers de 1605 à 1625.

## Biographie
Joseph d'Esparbès est issu de la famille d'Esparbès de Lussan, originaire du Fezensaguet en Gascogne. Il est le second fils et homonyme de Joseph d'Esparbès († 1599), seigneur de la Couarde-sur-Mer, maître de camp du régiment de Picardie, puis du régiment de Piémont, capitaine du château de Nantes, et de Jeanne du Boisrouvray dame de Brazais en Normandie.
On sait peu de chose de son éducation mais il étudie la philosophie et la théologie à l'université de Paris et le Saint-Siège accepte de considérer lors de sa nomination alors qu'il n'a reçu que les ordres mineurs, qu'il est titulaire d'une licence de théologie. Une tradition[réf. nécessaire] infondée avance qu'il aurait été nommé évêque de Pamiers dès 1599 par le roi Henri III de France alors qu'il n'était qu'un très jeune garçonà éclairciret que cette promotion irrégulière a été refusée par le pape Grégoire XIII. Toutefois, son prédécesseur l'évêque Bertrand de Barrau de Parron dont le frère avait épousé une d'Esparbès peut très bien avoir été mis en place par cette famille comme « confidentiaire » afin de réserver l'épiscopat pour lui. De ce fait, immédiatement après le décès de Bertrand Barrau le 5 juin 1605, il est désigné comme évêque de Pamiers à l'âge d'environ 25 ans, confirmé le 19 décembre 1605 et consacré en 1608.
Il est député du clergé aux États généraux de 1614. Chassé par les Huguenots de sa cité épiscopale, il est contraint de résider à Toulouse où il meurt en 1625.